# 劉子勛
劉 子勛（りゅう しくん）は、南朝宋の皇族。

## 生涯
孝武帝と陳淑媛の間の三男 として生まれた。大明4年（460年）1月、晋安王に封じられた。8月、都督南兗州徐州之東海諸軍事・征虜将軍・南兗州刺史に任じられた。大明7年（463年）1月、都督江州南豫州之晋熙新蔡郢州之西陽三郡諸軍事・前将軍・江州刺史に転じた。大明8年（464年）1月、使持節・都督雍梁南北秦四州郢州之竟陵隨二郡諸軍事・鎮軍将軍・寧蛮校尉・雍州刺史となった。孝武帝が崩じた後の8月、長兄の前廃帝劉子業から再び江州刺史に任じられた。眼病を患っていた劉子勛は孝武帝には愛されなかった。景和元年（465年）、使持節を加えられた。
ときに前廃帝が多くの大臣を殺害しており、何邁は兵変を起こして劉子勛を擁立する計画を立てた。しかしその計画は漏れ、前廃帝が宿衛の兵を自ら率いて何邁を誅殺した。続いて前廃帝は左右侍従の朱景雲を遣わし、毒を送って劉子勛を自害させようとした。しかし朱景雲は湓口まで進むとあえてそこに留まり、江州長史の鄧琬に知らせた。鄧琬らは前廃帝の廃立を名目に劉子勛を奉じて兵を起こした。
叔父の湘東王劉彧が前廃帝を殺害して建康を掌握する（明帝）と、劉子勛に車騎将軍・開府儀同三司の位を与えた。しかし鄧琬らはその命を拒否し、劉彧の即位に反対する檄を飛ばした。泰始2年（466年）1月7日、鄧琬らに擁立された劉子勛は尋陽で帝を称し、年号を義嘉とし、百官を置いた。豫州刺史殷琰・青州刺史沈文秀・徐州刺史薛安都・冀州刺史崔道固・湘州行事何慧文・広州刺史袁曇遠・益州刺史蕭恵開・梁州刺史柳元怙らが呼応して起兵した。3月、劉子勛の朝廷は、左衛将軍の孫沖之らを赭圻に拠らせ、豫州刺史劉胡を鵲尾に駐屯させ、安北将軍の袁顗を遣わして全軍を統帥させた。明帝側の張興世が銭渓に拠って袁顗らの補給路を遮断した。8月、劉胡は銭渓を攻撃したが大敗し、劉胡が敗走したと聞くと、袁顗もまた南に逃れた。劉子勛と母の陳氏は、諸軍を率いて尋陽に入った沈攸之に殺害された。遺体は尋陽南郊の廬山に葬られた。

## 参考資料
- 袁枢 著、柏楊 編（中国語繁体字）『鮮卑羨慕中華: 柏楊版通鑑紀事本末17』遠流出版、2000年。ISBN 978-9573240037。

## 伝記資料
- 『宋書』巻80 列伝第40
- 『南史』巻14 列伝第4